# Jujinhao
Jujinhao (kinesiska: 巨巾号, 巨巾号乡) är en socken i Kina. Den ligger i den autonoma regionen Inre Mongoliet, i den norra delen av landet, omkring 91 kilometer norr om regionhuvudstaden Hohhot.
Genomsnittlig årsnederbörd är 466 millimeter. Den regnigaste månaden är juli, med i genomsnitt 127 mm nederbörd, och den torraste är januari, med 3 mm nederbörd.